# 平成30年台風第20号
平成30年台風第20号（へいせい30ねんたいふうだい20ごう、アジア名：シマロン/Cimaron、命名:フィリピン、意味:野生の牛）は、2018年8月18日に発生した台風。台風第20号としては、1951年の統計開始以来1971年に次ぐ2番目に早く発生した台風である。

## 概要

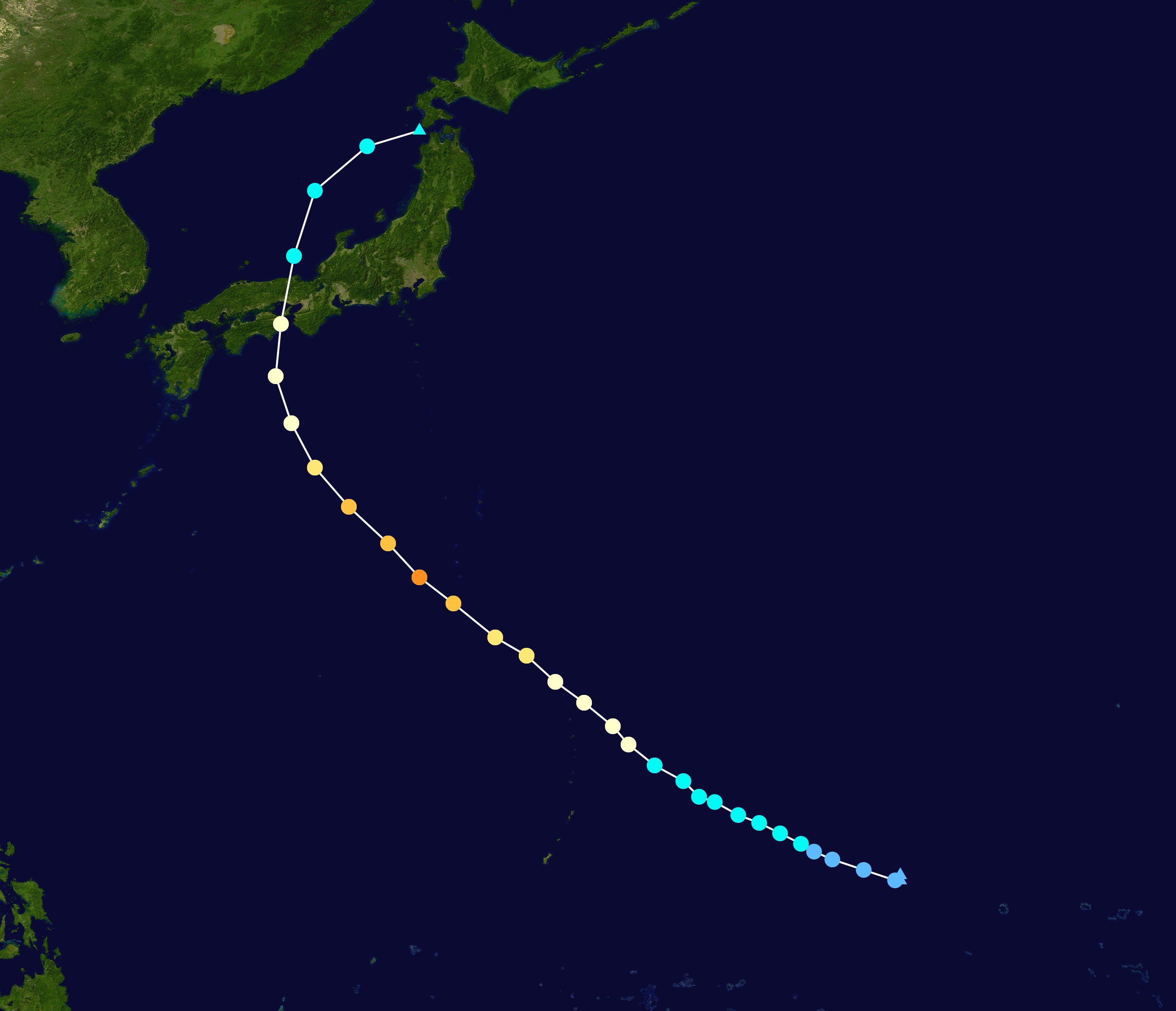
進路図

8月16日21時、マーシャル諸島近海で熱帯低気圧が発生。合同台風警報センター（JTWC）は17日14時30分（協定世界時17日5時30分）に熱帯低気圧形成警報（TCFA）を発し、18日6時（協定世界時17日21時）に熱帯低気圧番号23Wを付番した。23Wは18日21時、トラック諸島近海の北緯13度35分、東経154度25分で台風となり、アジア名シマロン（Cimaron）と命名された。20日9時には暴風域を伴い始め、21日15時には「強い」勢力に発達。そして、22日12時には「非常に強い」勢力に発達した。
台風はその後四国地方を暴風域に巻き込みながら北上し、強い勢力を保ったまま23日21時頃徳島県南部に上陸した。24日0時前には兵庫県姫路市付近に再上陸した。台風は日本海に抜け、24日15時に秋田沖の北緯41度、東経138度で温帯低気圧に変わった。

## 被害・影響

### 被害
- 総務省消防庁によると24日午前7時半時点での被害状況は、兵庫県や滋賀県など7府県で13人が負傷。住宅被害は和歌山県や福井県など5府県で床上・床下浸水や一部損壊合わせて12棟に上がった[13]。
- 兵庫県淡路島北部にある北淡震災記念公園で23日夜から24日朝にかけて、高さ約37メートルの風力発電用の風車が根元から倒れた[14]。
- 23日午後6時45分ごろ、静岡県浜松市南区（現・中央区）で突風が発生し、屋根瓦が飛んだと119番通報があった。同市では住宅5棟で屋根瓦が飛び、その他住宅の壁や物置の扉に破損を確認した。静岡地方気象台は同時刻に台風の影響による竜巻注意情報を発表していた[15]。
- 静岡県では台風による高波の影響で22日午後、磐田市の天竜川河口から海に流された大学生と静岡市駿河区の海岸で大学生3人の計4人が行方不明となっている。磐田警察署と磐田市消防本部、静岡南警察署と静岡市消防局が捜索を続けていたが[16][17]、30日までに4人が遺体で発見され死亡が確認された[18]。
- 京都市東山区の大将軍神社では、台風の影響で境内の高さ約15メートルのモチノキが倒れ拝殿を直撃、重みにより拝殿が倒壊した。同神社では前年の台風21号でも境内の木が倒れ別棟に直撃、修復したばかりだった[19]。
- 和歌山県田辺市本宮町の川湯温泉では床上浸水22戸、床下浸水2戸の被害を受け[20]、全宿泊施設が休業となった[21]。
- 大阪府岬町のみさき公園では、レジャープール施設「ぷ～るらんどRiO」の設備が突風により損傷。被害ののち復旧をせず同年中のプール営業はそのまま中止し[22]、翌2019年の夏季も営業が行われない事態となった[23]。なお、運営元である南海は復旧を行うことなく2020年3月に当園の事業から撤退する予定である[24]。

### 影響

#### 交通
- JR西日本は23日、山陽新幹線・新大阪-広島駅間の上り午後5時33分博多発、下り午後6時42分新大阪発以降の運行を取りやめたほか、特急列車は119本運休した(区間運休含む)。京阪神地区の在来線は午後4時までに6路線が運行取りやめ、大阪環状線など主要路線は午後4時以降は本数を減らして運行した。また、近畿日本鉄道は23日午後4時以降の大阪、奈良、京都発着の特急の運転を取りやめた[25]。
- 空の便は23日夕方以降に羽田や伊丹発着の便を中心に、ANAとJALの2社で国内線270便が欠航、約3万人に影響が出た。24日も伊丹や四国の便を中心に影響が出ている[26]。

#### イベント
- 8月23日、近畿地方を中心に行われる予定であったライブイベントが相次いで中止となった[27]。
- 8月23日、三重県鈴鹿市・鈴鹿サーキットの『第47回サマーエンデュランス 鈴鹿10時間耐久レース』・『鈴鹿モータースポーツフェスティバル』中止[28]。
- 8月25日の神奈川県相模原市「相模原納涼花火大会」は、上流に位置する城山ダムの放水の影響で水位が上昇、打ち上げ場所や会場に損失が出て中止[29]。

### 確定値
1. ↑  24日21時に北緯41.7度、東経139.7度で温帯低気圧に変わった